# 电解电容

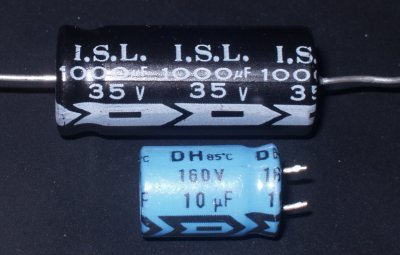
電解電容器
上：軸向型（90年代後期已少見）
下：徑向型

电解电容是一种按结构、制作工艺划分的电容种类。通常，电解电容是一种有极性的电容。电解电容的阳极采用可钝化的金属材料，比如铝、钽、铌、钛等；介电材料为阳极金属材料表面生成的致密氧化物薄膜；电解电容的阴极材料为電解質。电解电容的主要特点是，在相同的体积下，可以得到比普通电容大得多的电容量（假设耐压相等）。
電解電容所用的電解質型態，有以下種類：

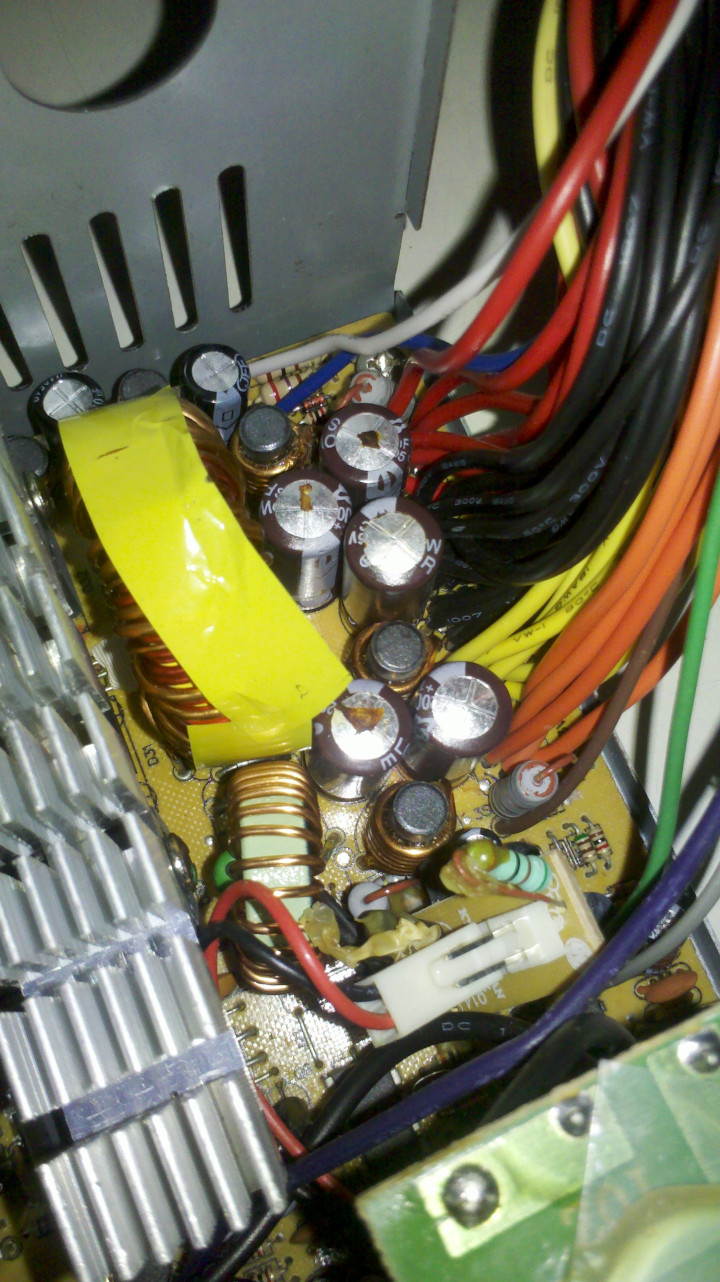
電解電容受到過高電壓折磨或老化，會變得發脹、爆裂甚至發生爆炸。

- 浸潤電解液的多孔吸收物。例如浸潤電解液的紙。
- 固態電解質。見於某些特定形式的電解電容器，例如鉭質電容器與鋁固體電容器。
- 電解液（液態、可流動）。僅見於極少數特定的古董級電容器。

## 極性與電路符號
一般電子電路中使用的電解電容器絕大多數是有極性的。但也存在無極性鋁質電解電容，可供特定用途使用。
以下是各式常見的電路符號，並與其他電容器符號比較：
|                  |  |              |  |            |
|                  |  |              |  |            |
|                  |  |              |  |            |
|                  |  |              |  |            |
| 電容器（無極性） |  | 有極性電容器 |  | 可變電容器 |

## 等效電路
- Rleakage：漏電電阻
- RESR：等效串聯電阻
- LESL：等效串聯電感

## 基本信息

### 电解电容器家族树
根据电解电容的基本结构原理，可将其分为三大类：铝电解电容、钽电解电容和铌电解电容。这三种电解电容均可使用非固态或固态（如二氧化锰或导电聚合物）电解质，因此可以形成多种不同的阳极材料与固态或非固态电解质的组合。

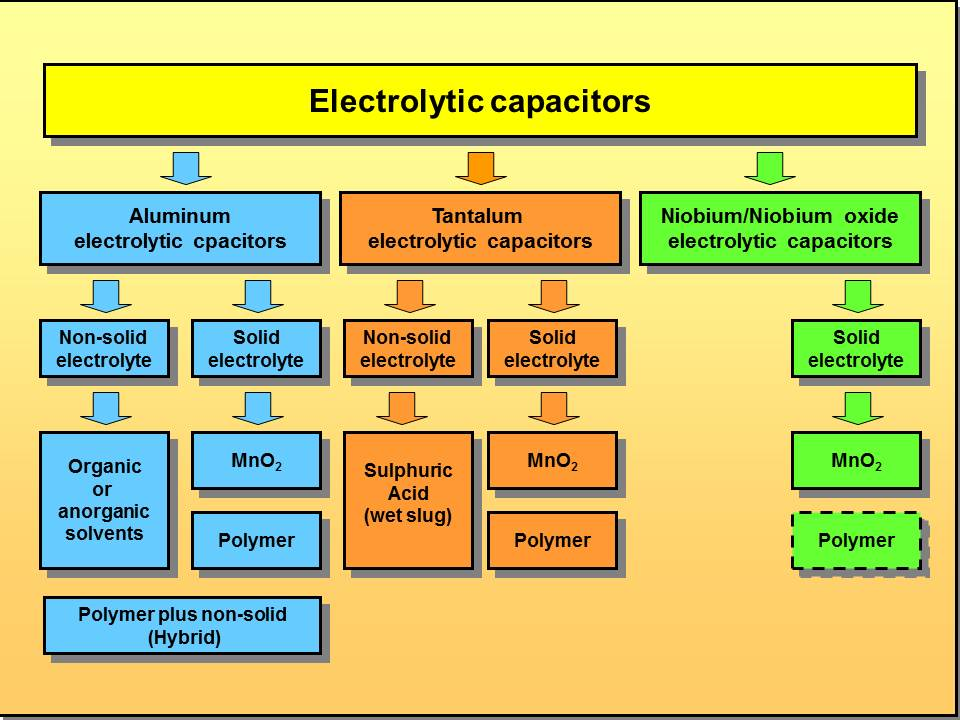
电解电容器的种类繁多，可根据所用阳极金属和电解质的性质分类

### 充电原理
与其他传统电容器类似，电解电容通过两个电极之间的介电氧化层中的电场中的电荷分离，静态存储电能。电解电容的非固态或固态电解质在原理上充当阴极，即电容器的第二个电极。这一区别使电解电容不同于电化学电容或超级电容器。后者的电解质通常是两个电极之间的离子导电连接，其能量存储机制依赖于静电双电层电容和电化学赝电容。

### 基本材料与结构

阳极氧化（成型）的基本原理，通过用电流源施加电压，在金属阳极上形成氧化层

电解电容利用某些特殊金属的化学特性，这些金属曾被称为“阀金属”，在特定的电解质环境下，通过阳极氧化可在其表面形成一层极薄的绝缘氧化层，该层可作为电容器的介电层。目前，电解电容主要采用以下三种阳极金属：
1. 鋁電解電容器：使用高纯度蚀刻铝箔，介电层为氧化铝。
2. 钽电解电容器：采用高纯度钽粉燒結成块，介电层为五氧化二钽。
3. 铌电解电容器：使用高纯度铌粉或铌氧化物粉末烧结成块，介电层为五氧化二铌。

为了提高单位体积的电容值，所有阳极材料均经过蚀刻或烧结，使其表面呈现较高的粗糙度，从而比光滑表面提供更大的有效表面积。在电解液中施加正电压后，阳极材料表面会形成与施加电压相对应厚度的氧化物屏障层（成膜过程）。该氧化物层在电解电容中充当介电层。下表列出了不同氧化层材料的特性：
| 阳极材料   | 介電質     | 氧化物结构 | 相对电容率 | 击穿电压（V/μm） | 层厚度（nm/V） |
| ---------- | ---------- | ---------- | ---------- | ---------------- | -------------- |
| 铝         | 氧化铝     | 非晶态     | 9.6        | 710              | 1.4            |
| 铝         | 氧化铝     | 晶态       | 11.6-14.2  | 800-1000         | 1.25-1.0       |
| 钽         | 五氧化二钽 | 非晶态     | 27         | 625              | 1.6            |
| 铌或氧化铌 | 五氧化二铌 | 非晶态     | 41         | 400              | 2.5            |

在形成粗糙的阳极介电氧化层后，电解质需与绝缘氧化表面相匹配，以充当电解电容的阴极。电解质种类多样，通常分为“非固态”和“固态”两大类。作为具有离子电导性的液态介质，非固态电解质能够很好地适应粗糙结构。而固态电解质，如二氧化锰或导电聚合物，则需通过特殊的化学工艺（如二氧化锰的热裂解或导电聚合物的聚合反应）来填充粗糙结构。
从不同氧化层材料的介电常数对比来看，五氧化二钽的介电常数约为氧化铝的三倍，因此相同电容量（CV值）下，钽电解电容的体积理论上可比铝电解电容更小。然而，实际应用中，由于可靠性要求的安全裕度不同，使得两者的实际体积对比较为复杂。
需要注意的是，如果施加的电压极性发生变化，电解电容中的阳极氧化绝缘层将被破坏。

### 电容量与体积效率

在两个导电板（电极）之间放置介电材料，其中电极面积为A，间距为d。

电解电容基于“平板电容器”原理，其电容量C随着电极面积A增大、介电常数ε提高、介电层厚度d 变薄而增大：
{\displaystyle C=\varepsilon \cdot {\frac {A}{d}}}
电解电容的介电层厚度极小，通常在每伏纳米级范围内。同时，这些氧化层的耐压强度较高。由于这种极薄的介电氧化层结合了足够高的介电强度，电解电容能够实现较高的体积电容。这是电解电容相较于传统电容器能达到高电容量的一个重要原因。
所有经过蚀刻或烧结的阳极，其表面积远大于同体积或同面积的光滑表面，这使得电容量显著增加。例如，在额定电压范围内，非固态铝电解电容及固态钽电解电容的电容量可比普通电容提高最多200倍。较大的表面积是电解电容相较于其他电容器家族能达到高电容量的第二个主要原因。
由于形成电压决定了氧化层厚度，因此可以轻松调整电解电容的额定电压。电解电容具有较高的容積效率，即“CV值”（电容量与电压的乘积除以体积），是衡量其性能的重要指标。

### 非固态铝电解电容的基本结构

非固体铝电解电容器的基本结构
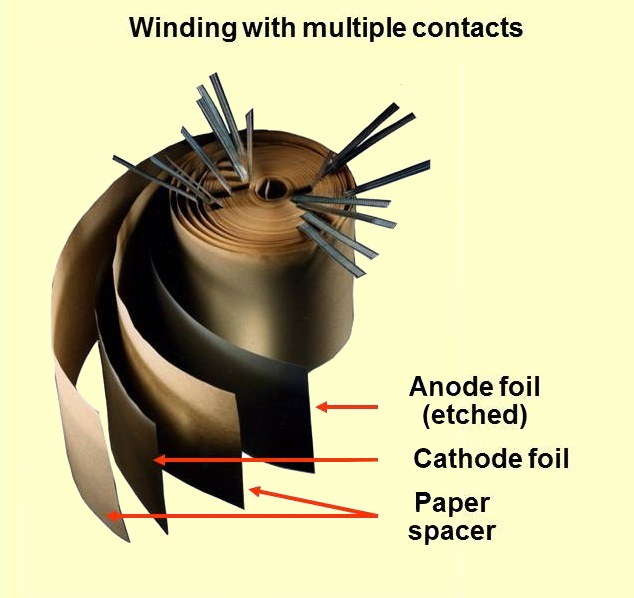
展开的电解电容绕组结构，展示多层连接的铝箔
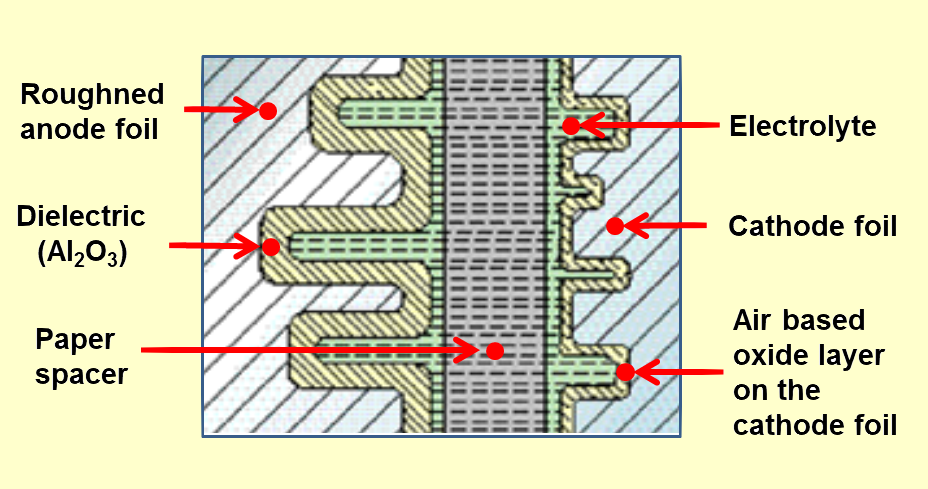
铝电解电容的横截面特写，带氧化层的阳极箔、浸透电解液的纸质间隔层和阴极箔
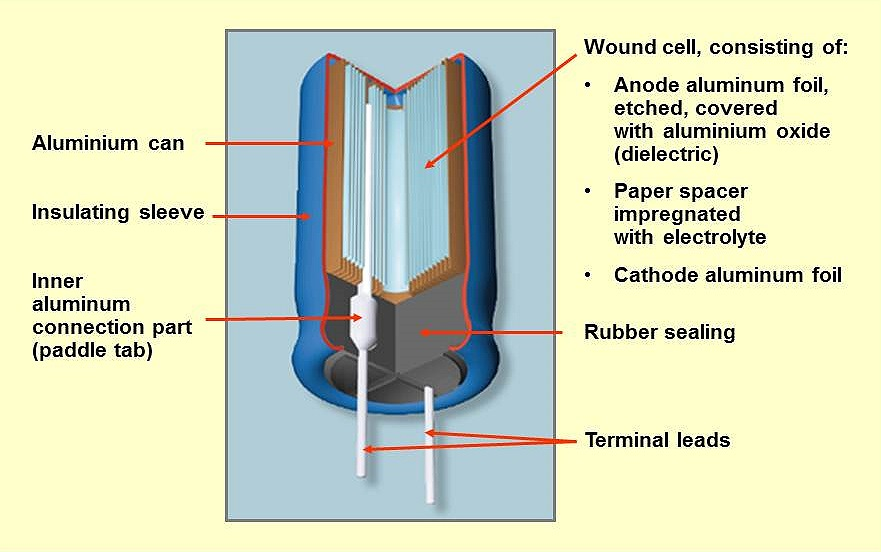
典型单端非固态铝电解电容的构造

### 固态钽电解电容的基本结构

采用二氧化锰电解质的固体钽芯片电容器的构造
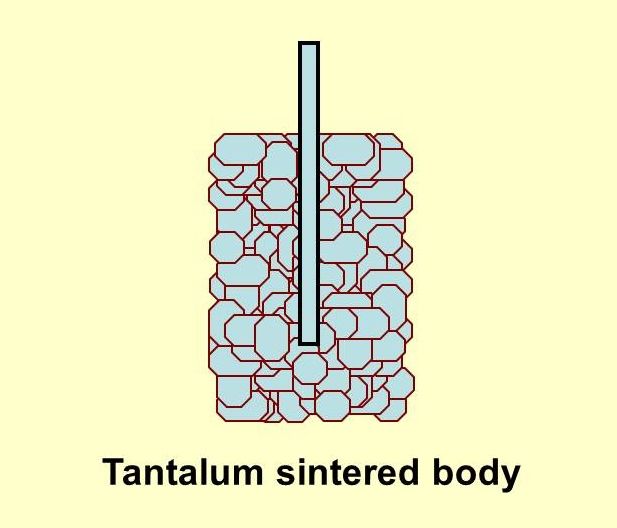
钽电解电容的电容单元由烧结钽粉构成
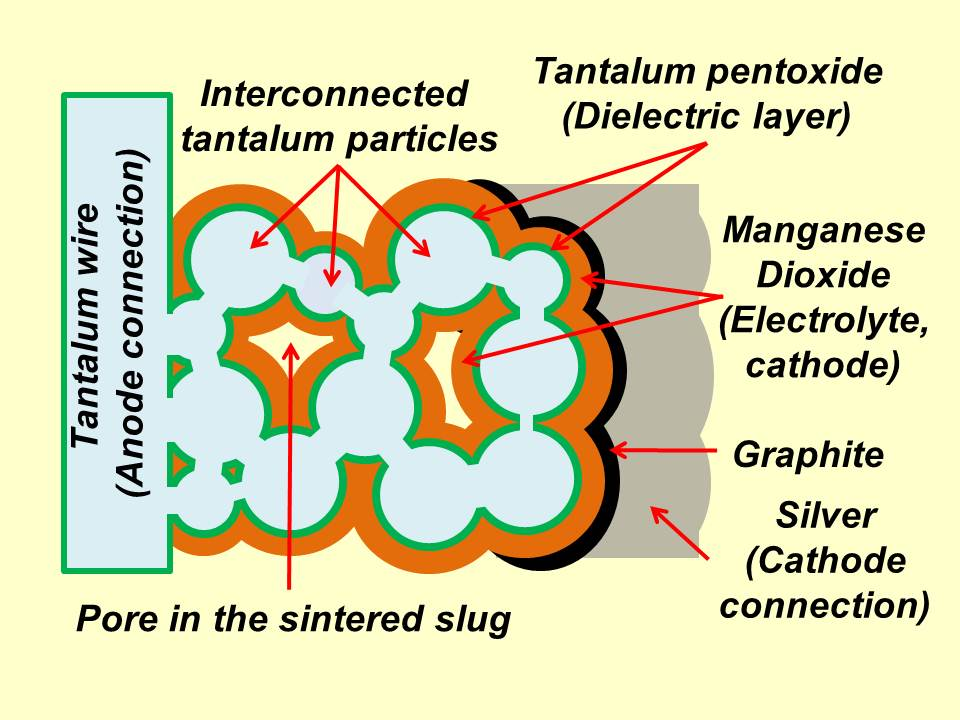
固态钽电解电容的烧结结构示意图，固态电解质与阴极接触层
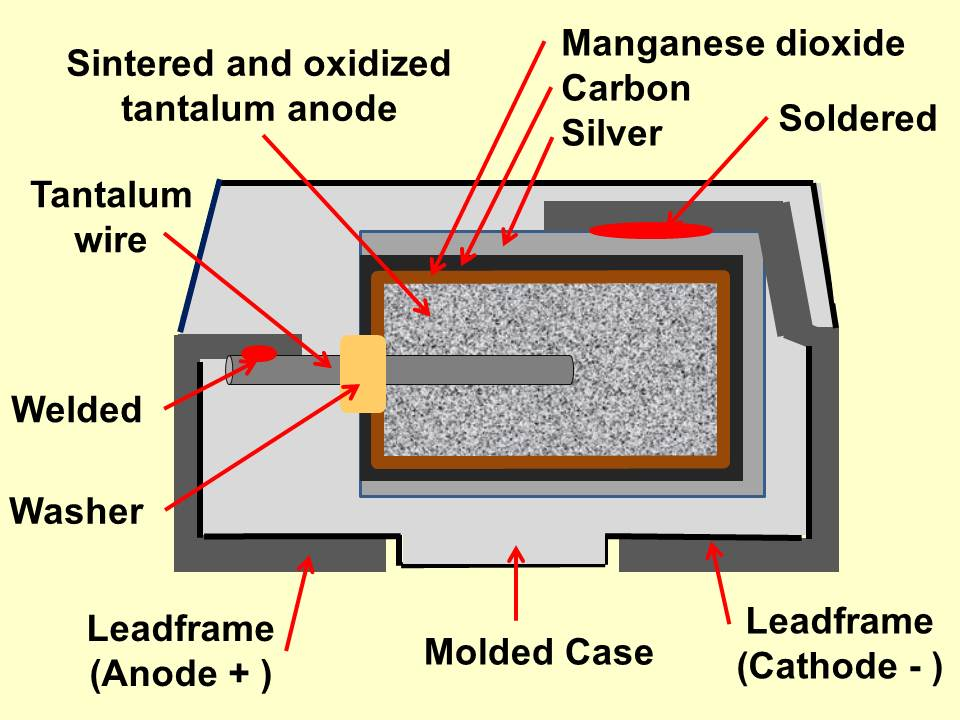
典型的表面贴装（SMD）固态钽芯片电容的构造